# Deuxième convention de Genève
Pour les articles homonymes, voir Convention de Genève.
Première convention de Genève Troisième convention de Genève
La deuxième convention de Genève pour l'amélioration du sort des blessés, des malades et des naufragés des forces armées sur mer fait partie des quatre traités des conventions de Genève. Cette convention, adoptée en 1949, remplace la convention (X) de La Haye pour l'adaptation à la guerre maritime. Cette convention de Genève adapte les principales clauses du régime protecteur de la première convention de Genève pour les appliquer au combat en mer.

## Résumé des clauses
Le traité se compose d'un long document comprenant 63 articles. Les principales clauses sont :
- les articles 12 et 18 imposent à toutes les parties de protéger et soigner les blessés, les malades et les naufragés ;
- l'article 14 établit que, même si un navire de guerre ne peut pas capturer le personnel médical d'un navire-hôpital, il peut détenir les blessés, les malades et les naufragés comme prisonniers de guerre ;
- l'article 21 autorise à faire appel aux navires neutres pour qu'ils recueillent et soignent les blessés, les malades et les naufragés. Les navires neutres ne peuvent pas être capturés ;
- l'article 22 précise que les navires-hôpitaux ne peuvent en aucun cas servir à des fins militaires et que, en raison de leur mission humanitaire, ils ne peuvent être attaqués ni capturés ;
- les articles 36 et 37 protègent le personnel médical qui sert à bord d'un navire de guerre.

Chaque article de la convention donne lieu à des commentaires. En 2009, 196 États sont parties aux conventions de Genève de 1949, dont celle-ci ainsi que les autres traités.